# Partido Verde Ecologista de México
El Partido Verde Ecologista de México (PVEM o PVE), también conocido simplemente como el Partido Verde, es un partido político mexicano fundado en 1986 en la Ciudad de México.
En las elecciones federales del año 2000, formó, junto con el Partido Acción Nacional (PAN), la Alianza por el Cambio, la cual resultó vencedora de los comicios y consiguió la presidencia de la República para el candidato panista Vicente Fox Quesada. Desde el 2003 y hasta el 2018, compitió en alianzas con el Partido Revolucionario Institucional, partido con el que en 2012 ganó la presidencia con Enrique Peña Nieto, con el 38.21 % de los votos. En las elecciones de 2018, compitió en alianza con el PRI y Nueva Alianza y fue una fuerza política menor, recibiendo el 1.86 % de los votos emitidos en la elección presidencial. En las elecciones de 2024, compitió en alianza con Morena y el Partido del Trabajo y fue una fuerza política menor, recibiendo el 7.78 % de los votos emitidos en la elección presidencial.
Desde el 2018, el partido se incorporó a la alianza Juntos Hacemos Historia, con Morena y el Partido del Trabajo. En 2021, ganó su segunda gubernatura en su historia y única en posesión actual, en San Luis Potosí. Dentro de la LXVI legislatura del Congreso de la Unión, tiene 62 diputados federales y 14 senadores de la República.

## Historia
Se originó como una pequeña organización de colonos en 1979 en Coyoacán, Ciudad de México ante una pérdida de áreas verdes de la zona. El partido fue fundado en 1986 con el nombre Partido Verde Mexicano (PVM) y su primer dirigente fue Jorge González Torres. Participó en las elecciones federales de 1991 por primera vez en forma independiente, con el nombre Partido Ecologista de México (PEM). Al no conseguir el porcentaje de la votación necesario para obtener su registro definitivo, sus partidarios tuvieron que iniciar nuevamente las tareas para cumplir los requisitos para obtener un registro condicionado. Este fue obtenido en 1993 y en ese mismo año el partido cambió su nombre al actual, Partido Verde Ecologista de México.
Desde que obtuvo su primer registro como partido político el 28 de febrero de 1991, ha sido controlado por una sola familia: Su primer presidente era Jorge González Torres (funcionario público y antiguo miembro del PRI), quien fue sucedido en la presidencia del partido por su hijo, Jorge Emilio González Martínez (quien se desempeñó como senador para el periodo 2000-2006 y apodado "el Niño Verde") desde 2001 hasta el 2011.
En las elecciones federales de 1994 y 1997 el partido incrementó notablemente su votación, con lo que logró posicionarse como cuarta fuerza política en México. En esta capacidad el partido acordó aliarse con el PAN para participar en las elecciones federales de 2000 bajo el nombre Alianza por el Cambio. Esta alianza logró la victoria en la elección presidencial, pero en 2001 el partido se deslindó de la administración del presidente Vicente Fox por considerar que no se cumplían acuerdos establecidos en materia ambiental.
Para las elecciones federales de 2003, el PVEM se alió en cien de trescientos distritos electorales con el Partido Revolucionario Institucional, formando la Alianza para Todos y obteniendo para el partido 17 escaños en la Cámara de Diputados, 14 de ellos de representación proporcional. En el senado, el PVEM quedó con 5 escaños, uno de mayoría y el resto de representación proporcional. Desde entonces y hasta el año 2019, el PVEM se alió con el PRI en la mayoría de las elecciones para gobernadores de los estados.
Para la candidatura a la presidencia del 2006, el PVEM tuvo como candidato a Bernardo de la Garza, miembro del Congreso de la Unión. Inició una fuerte campaña de publicidad en televisión promoviendo Iniciativas Basura y de "combate a la corrupción", que lo llevaron a adquirir cierto respaldo en algunos sectores de la población. Finalmente, a finales de noviembre de 2005, el Partido Verde decidió declinar y presentar a Roberto Madrazo del Partido Revolucionario Institucional, como su candidato.
Durante la campaña para las elecciones intermedias del 2009 el partido se enfocó en promover la pena de muerte para asesinos y secuestradores, ampliar las horas de escuela para relevar del cuidado de los hijos a los padres que trabajan, y promover que las medicinas sean gratuitas. Actores de televisión participaron como portavoces del partido en sus anuncios publicitarios. En 2012 registró a Enrique Peña Nieto como su candidato aportando a su campaña 1.91%, pero obtuvo el registro con 5.75% en la Cámara de Senadores, en la Cámara de Diputados obtuvo el 6.12% y obtuvo su primer gobierno en Chiapas.
En junio de 2012 el Consejo General aprobó una multa de 57 460 pesos, contra la dirigencia del PVEM, por faltar a sus obligaciones con la autoridad electoral en materia de transparencia y el acceso a la información. Jorge Emilio González Martínez ha sido continuamente acusado por actos de corrupción, en particular por aceptar sobornos por un monto de $5,567,113.00 a cambio de permitir construir en zonas protegidas.

### Elecciones federales de 2018
El partido a través del presidente del senado, Pablo Escudero, y otros militantes, propusieron como candidato presidencial al senador y coordinador de su bancada en el senado, Carlos Puente,aspiración que en su momento aceptó aún si se discutía la posibilidad de una alianza con el PRI. Este partido también consideró la posibilidad de unirse a un "frente amplio opositor" propuesto por el PAN y el PRD.El 26 de julio de 2017, un grupo de militantes, entre los que se encontraban 24 legisladores y 57 alcaldes publicaron un desplegado en el cual mencionaban a la maestra Julia Carabias y al ingeniero Cuauhtémoc Cárdenas como posibles candidatos presidenciales.
El PVEM trató de integrarse en la coalición opositora entonces llamada Frente Ciudadano por México, sin mucho éxito, solamente concretando alianzas locales. El 29 de noviembre, Carlos Puente, quien había sido electo como líder nacional del partido, le ofreció a José Antonio Meade Kuribreña la precandidatura de su partido, la cual finalmente aceptó el abanderado priista el 11 de diciembre,Meade fue designado como precandidato de esta formación.

### Elecciones federales de 2024
Desde 2019 el partido se incorporó a la coalición Juntos Haremos Historia, conformada por Morena y el Partido del Trabajo. Desde entonces, fue parte de las coaliciones sucesoras, para las elecciones intermedias del 2021, Juntos Hacemos Historia, y para las elecciones federales de 2024, Sigamos Haciendo Historia. En el periodo 2018-2021 el partido acompañó a los candidatos de la coalición en las elecciones locales con algunas excepciones, como en las de San Luis Potosí de 2021, donde compitió por separado y obtuvo su segundo gobernador.
En 2023, al momento de seleccionar al candidato de coalición para las elecciones federales del 2024, se mencionó originalmente solo a Marcelo Ebrard, Claudia Sheinbaum, Adán Augusto López y Ricardo Monreal Ávila como posibles candidatos. Posteriormente, se anunció la incorporación de Gerardo Fernández Noroña y Manuel Velasco Coello como representantes de los partidos de coalición en el proceso de selección del candidato.Velasco concluiría su participación en el penúltimo lugar con un promedio de 7.1%, solo por encima del coordinador de bancada del senado, Ricardo Monreal Ávila.

## Ideología
El partido ha basado su propuesta en la conservación del ambiente y de los recursos naturales, así como el supuesto combate a la corrupción. Asimismo, se ha declarado distante de la política tradicional mexicana ("no votes por un político, vota por un ecologista" era su lema en 1997).
Por otro lado, Greenpeace tomando en cuenta sus diferencias con el Partido Verde respecto a los actos de manifestación y resistencia para la defensa de la causa ambiental, considera que no se trata de un partido ecologista debido al desinterés de los miembros de su partido en la ecología del país.
El miércoles 25 de febrero de 2004, el desaparecido periódico El Independiente de Ciudad de México publicó que durante una reunión que sostuvo en Londres, Jorge González Martínez con estudiantes mexicanos de posgrado, respondió a quien le cuestionó sobre los programas del PVEM en defensa del medio ambiente mexicano: "A mí la ecología es lo que menos me importa, yo represento intereses".
en 2008 y 2009 ha sido ampliamente criticado por su campaña a favor de la pena de muerte. Esta política le ha costado al PVEM que el 10 de febrero del 2009 el Partido Verde Europeo retire el reconocimiento al PVEM como parte de su familia, y solicite a Global Verde analizar también la expulsión del partido, Al final el partido no fue expulsado.
También se le ha acusado de ser un partido familiar.

## Controversias

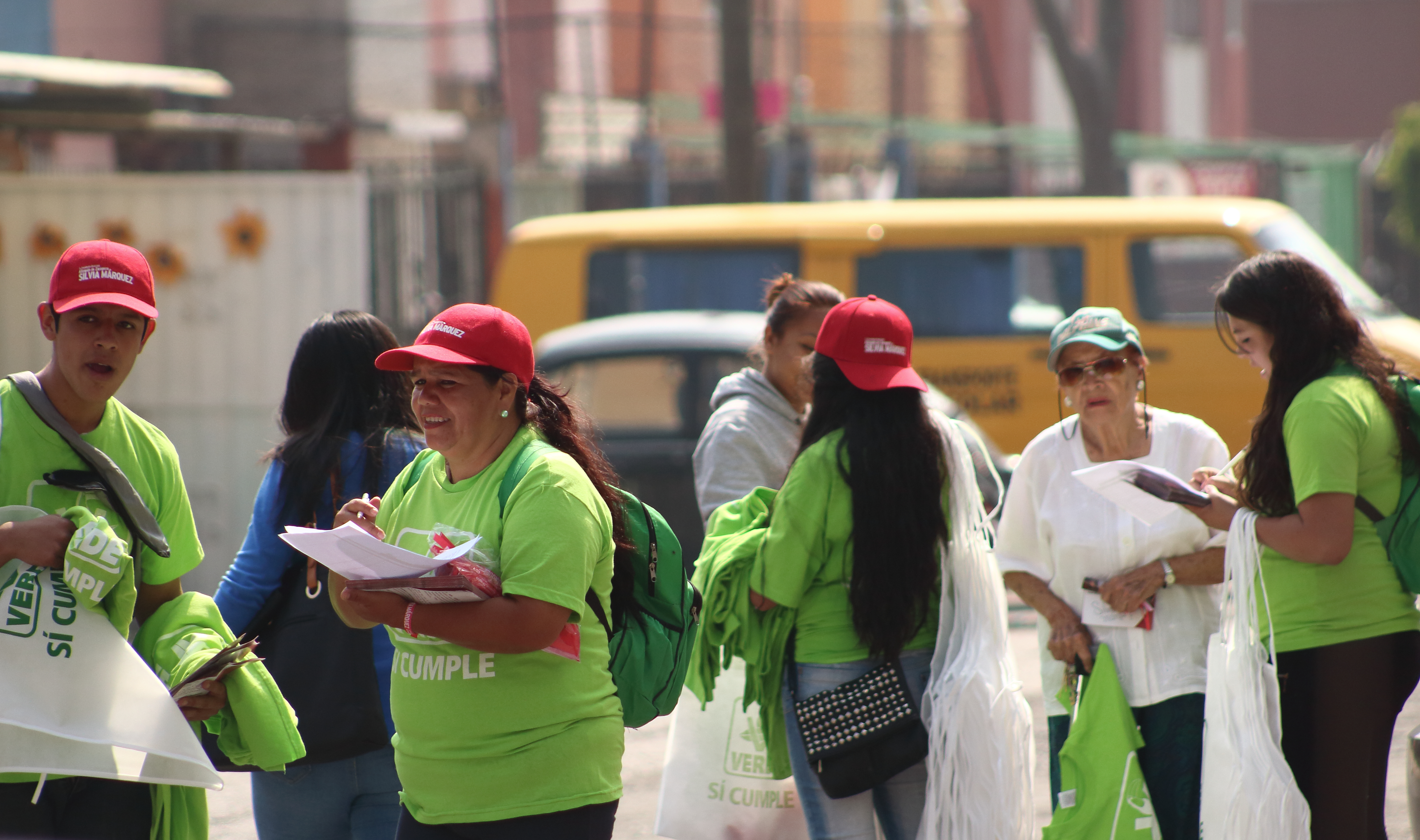
Entrega de playeras, mandiles y gorras por parte del PVEM.

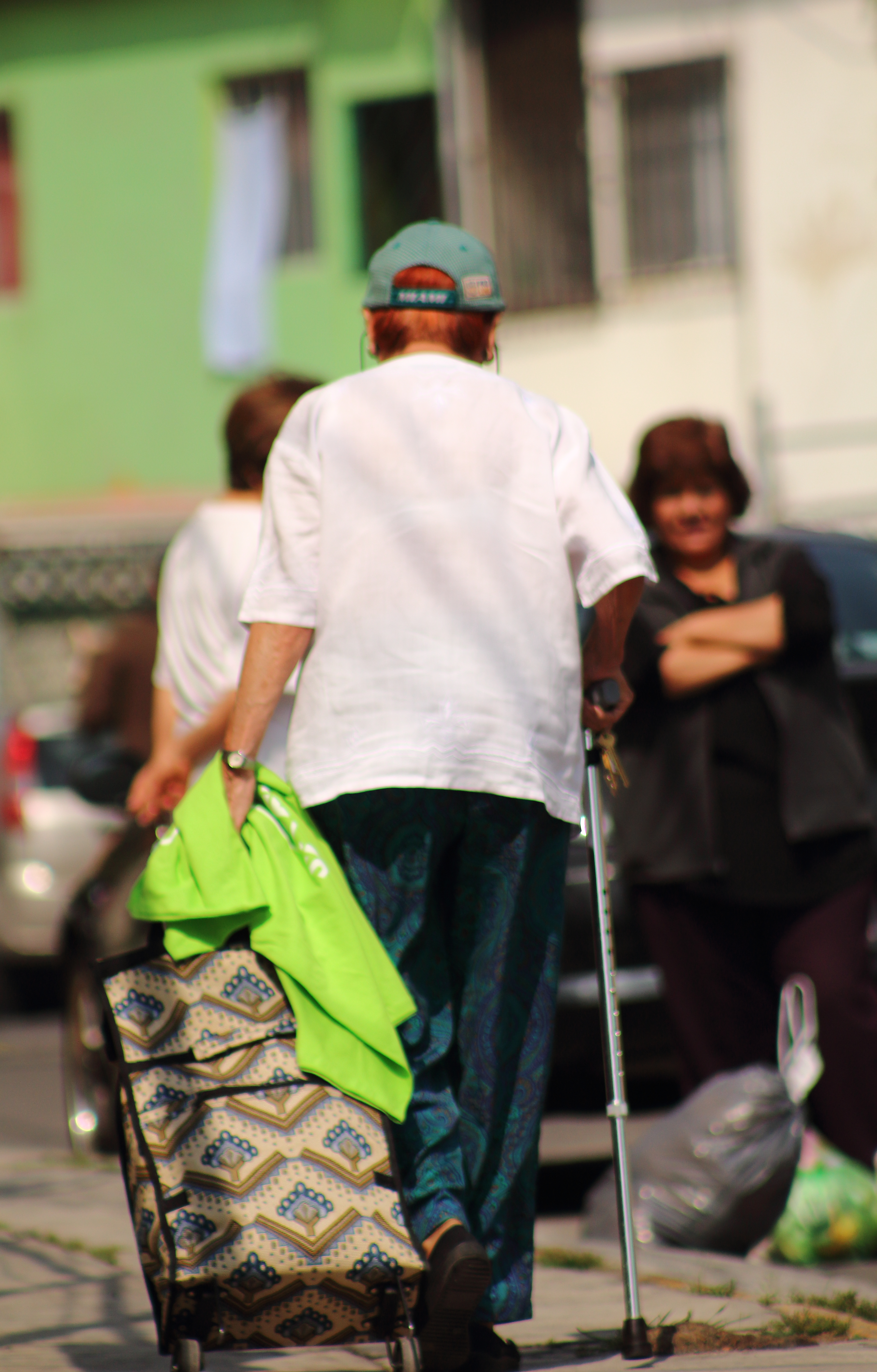
Anciana con playera "Sí cumple" del PVEM.

El Partido Verde ha sido denunciado en repetidas ocasiones ante la autoridad electoral por supuestas violaciones a la ley electoral, el Partido de la Revolución Democrática acusó al Partido Verde de recibir aportaciones ilícitas de Televisa, TV Azteca y el Poder Legislativo Federal por más de 2284 millones de pesos, esto se debe a la difusión de los promocionales propagandísticos, aun fuera de tiempos electorales, que el partido recibió del Grupo Televisa, representando una aportación en especie de cuando menos la cantidad de 1 466 013 233 pesos. Respecto a Televisión Azteca, la aportación en especie denunciada sumó 818 152 867 pesos, se ha señalado por esto, una posible colusión de intereses, debido a que Ninfa Salinas Sada, es hija de Ricardo Salinas Pliego, dueño y Presidente de TV Azteca. Del mismo modo, el poder legislativo, a través de las fracciones parlamentarias del PVEM, habría financiado con más de 83 millones de pesos la campaña del partido político.
El Instituto Nacional Electoral (INE), a través de la Unidad Técnica de lo Contencioso Electoral, ordenó la suspensión inmediata de los promocionales publicitarios en las empresas Cinépolis y Cinemex, así como de cierta publicidad fija, del Partido Verde Ecologista de México (PVEM), después de declararla propaganda ilegal y también después de que determinó que el partido incumplió las medidas cautelares que dictó. Su líder Jorge Emilio González ha sido acusado de corrupción, tráfico de influencias y enriquecimiento ilícito, mientras algunos académicos (Denise Dresser) han llamado al partido verde el "negocio particular de la familia González" y lo han acusado de "venderse" según las conveniencias políticas del momento.
En 2015, año de elecciones, el Consejo General del Instituto Nacional Electoral, aprobó unánimemente una multa contra este partido de 67.1 millones de pesos, por omitir o incumplir las medidas cautelares en las que se dictó suspender su campaña en cines, fuera de tiempos electorales, la respuesta del partido ha sido acusar a los demás partidos o a otros personajes políticos de supuestos hechos similares, sin negar la relación contractual multimillonaria que ha establecido con algunas cadenas de cine. Así mismo, el partido verde se ha convertido en el principal instituto político acreedor de quejas y denuncias por desacato a la autoridad electoral y violación a la ley; en cinco meses el partido verde acumuló 27 quejas electorales por violación a la ley electoral y financiamiento ilegal, veinte fueron promovidas por distintos partidos, cuatro desde el poder legislativos y dos quejas ciudadanas, con lo que ha acaparado las denuncias en el proceso electoral, y derivado de las elecciones de 2012, el partido ha sido multado por 194 millones de pesos, la multa más grande contra un partido desde el caso Pemexgate.

### Uso de celebridades en veda electoral
En las elecciones de 2015, personalidades del "espectáculo", de distintos medios como TV Azteca, denunciaron que diversas "agencias de publicidad" les habían ofrecido hasta más de 200 000 pesos para difundir mensajes a favor del Partido Verde a través de las redes sociales en pleno día de la jornada electoral, a pesar de la existencia de la veda absoluta para hacer cualquier tipo de campaña.
Este episodio se repetiría nuevamente en las elecciones del 2021, cuando en plena veda electoral diversas celebridades del internet y de la televisión compartieron en sus perfiles de Instagram historias en apoyo al partido, mismo que desencadenó una serie de críticas y una investigación por parte del Instituto Nacional Electoral.

### Conflicto con el TEPJF en 2015
Después de que el Partido Verde Ecologista de México fue el más multado durante las campañas electorales por difundir propaganda de sus informes el Tribunal Electoral del Poder Judicial de la Federación decidió reducir otra multa a dicho partido, la cual era de 11 400 000 pesos y terminó en 1 189 000. 
Otra de dichas multas fue la que se le impuso por la entrega de despensas en Quintana Roo por medio de la "Familia Verde", la cual fue de 70 100 pesos. La despensa contenía: tres paquetes de galletas, pasta de dientes, jabones, dos kilos de harina, un litro de leche, papel higiénico y dos sobres de sazonador.

## Cargos de elección
El Partido Verde ha hecho coalición con el PAN PRI PRD y Morena. A partir de 2003 las coaliciones son principalmente con el PRI. El año 2012 obtuvo el gobierno de Chiapas en alianza con el Panal y el PRI, después de negociar con estos partidos, la cesión de la candidatura a gobernador a Manuel Velasco.
En 2019 se integró en alianza con los partidos Movimiento de Regeneración Nacional (Morena) y el Partido del Trabajo (PT) conformando la coalición «Juntos Haremos Historia» en los estados de Baja California, Puebla y Quintana Roo donde se celebrarían elecciones en el mismo año.

#### Gobiernos emanados del PVEM
- Chiapas (2012-2018)
- San Luis Potosí (2021-2027)

## Presidentes del PVEM
- (1991-2001): Jorge González Torres
- (2001-2011): Jorge Emilio González Martínez
- (2011-2020): Carlos Alberto Puente Salas
- (2020-actual): Karen Castrejón Trujillo

## Resultados electorales

### Presidencia de la República
|  | 0.93 % |

|  | 42.52 % |

|  | 22.26 % |

|  | 5.59 % |

|  | 38.20 % |

|  | 1.86 % |

|  | 16.41 % |

|  | 7.78 % |

|  | 59.75 % |

### Cámara de Diputados
| Elección | Distrito              | Distrito     | RP                    | RP           | Escaños | Posición           | Presidencia                 | Presidencia |
| Elección | votos                 | %            | votos                 | %            | Escaños | Posición           | Presidencia                 | Presidencia |
| -------- | --------------------- | ------------ | --------------------- | ------------ | ------- | ------------------ | --------------------------- | ----------- |
| 1991     | 329 714               | 1.37         | 332 603               | 1.37         | 0/500   | Sin representación | Carlos Salinas de Gortari   |             |
| 1994     | 470 951               | 1.36         | 472 454               | 1.36         | 0/500   | Sin representación | Ernesto Zedillo             |             |
| 1997     | 1 105 922             | 3.62         | 1 116 137             | 3.71         | 8/500   | Minoría            | Ernesto Zedillo             |             |
| 2000     | 14 212 032            | 38.24        | 14 321 975            | 38.29        | 18/500  | Minoría            | Vicente Fox                 |             |
| 2003     | 4 701 426 (1 063 471) | 17.64 (3.99) | 4 706 406 (1 068 721) | 17.60 (4.00) | 17/500  | Minoría            | Vicente Fox                 |             |
| 2006     | 11 619 679            | 28.21        | 11 676 585            | 28.18        | 17/500  | Minoría            | Felipe Calderón             |             |
| 2009     | 2 219 861             | 6.50         | 2 328 072             | 6.71         | 22/500  | Minoría            | Felipe Calderón             |             |
| 2012     | 3 045 385             | 6.11         | 3 054 718             | 6.10         | 29/500  | Minoría            | Enrique Peña Nieto          |             |
| 2015     | 2 572 632             | 6.53         | 2 758 152             | 6.91         | 47/500  | Minoría            | Enrique Peña Nieto          |             |
| 2018     | 1 429 802             | 2.55         | 2 695 405             | 4.78         | 16/500  | Minoría            | Andrés Manuel López Obrador |             |
| 2021     | 963 824               | 2.04         | 2 587 125             | 5.45         | 43/500  | Minoría            | Andrés Manuel López Obrador |             |
| 2024     | 4 993 988             | 8.39         | 4 993 988             | 8.39         | 62/500  | Minoría            | Claudia Sheinbaum Pardo     |             |

### Senado de la República
| Elección | Distrito   | Distrito | RP         | RP    | Escaños | Posición           | Presidencia                 | Presidencia |
| Elección | votos      | %        | votos      | %     | Escaños | Posición           | Presidencia                 | Presidencia |
| -------- | ---------- | -------- | ---------- | ----- | ------- | ------------------ | --------------------------- | ----------- |
| 1994     |            |          | 473 742    | 1.34  | 0/128   | Sin representación | Ernesto Zedillo             |             |
| 1997     |            |          | 1 180 804  | 3.91  | 1/128   | Minoría            | Ernesto Zedillo             |             |
| 2000     | 14 198 073 | 38.11    | 14 334 559 | 38.20 | 5/128   | Minoría            | Vicente Fox                 |             |
| 2006     | 11 622 012 | 28.07    | 11 681 395 | 27 99 | 6/128   | Minoría            | Felipe Calderón             |             |
| 2012     | 2 869 843  | 5.75     | 2 880 080  | 5.73  | 9/128   | Minoría            | Enrique Peña Nieto          |             |
| 2018     |            |          |            |       | 6/128   | Minoría            | Andrés Manuel López Obrador |             |
| 2024     |            |          |            |       | 14/128  | Minoría            | Claudia Sheinbaum Pardo     |             |

### Gubernaturas obtenidas
|  | 47.68 % |

|  | 48.70 % |

|  | 50.61 % |

|  | 48.50 % |

|  | 40.46 % |

|  | 51.7 % |

|  | 67.14 % |

|  | 56.48 % |

|  | 55.50 % |

|  | 60.62 % |

|  | 38.90 % |

|  | 51.6 % |

|  | 51.5 % |

|  | 50.9 % |

|  | 43.23 % |

|  | 40.94 % |

|  | 56.33 % |

|  | 50.3 % |

|  | 43.14 % |

|  | 38.63 % |

|  | 47.59 % |

|  | 61.97 % |

|  | 33.56 % |

|  | 52.71 % |

|  | 41.9 % |

|  | 35.14 % |

|  | 46.2 % |

|  | 45.74 % |

|  | 49.29 % |

|  | 49.7 % |

|  | 49.0 % |

|  | 47.54 % |

|  | 32.03 % |

|  | 60.57 % |

|  | 44.67 % |

|  | 40.58 % |

|  | 55.84 % |

|  | 57.06 % |

|  | 45.38 % |

|  | 35.65 % |

|  | 35.65 % |

|  | 41.73 % |

|  | 45.60 % |

|  | 47.59 % |

|  | 51.81 % |

|  | 50.7 % |

|  | 61.58 % |

|  | 50.27 % |

|  | 85.7 % |

|  | 46.5 % |

|  | 44.17 % |

|  | 32.49 % |

|  | 48.66 % |

|  | 34.82 % |

|  | 43.54 % |

|  | 53.5 % |

|  | 49.92 % |

|  | 50.81 % |

|  | 43.19 % |

|  | 38.51 % |

|  | 49.33 % |